# Canton des Corbières Méditerranée

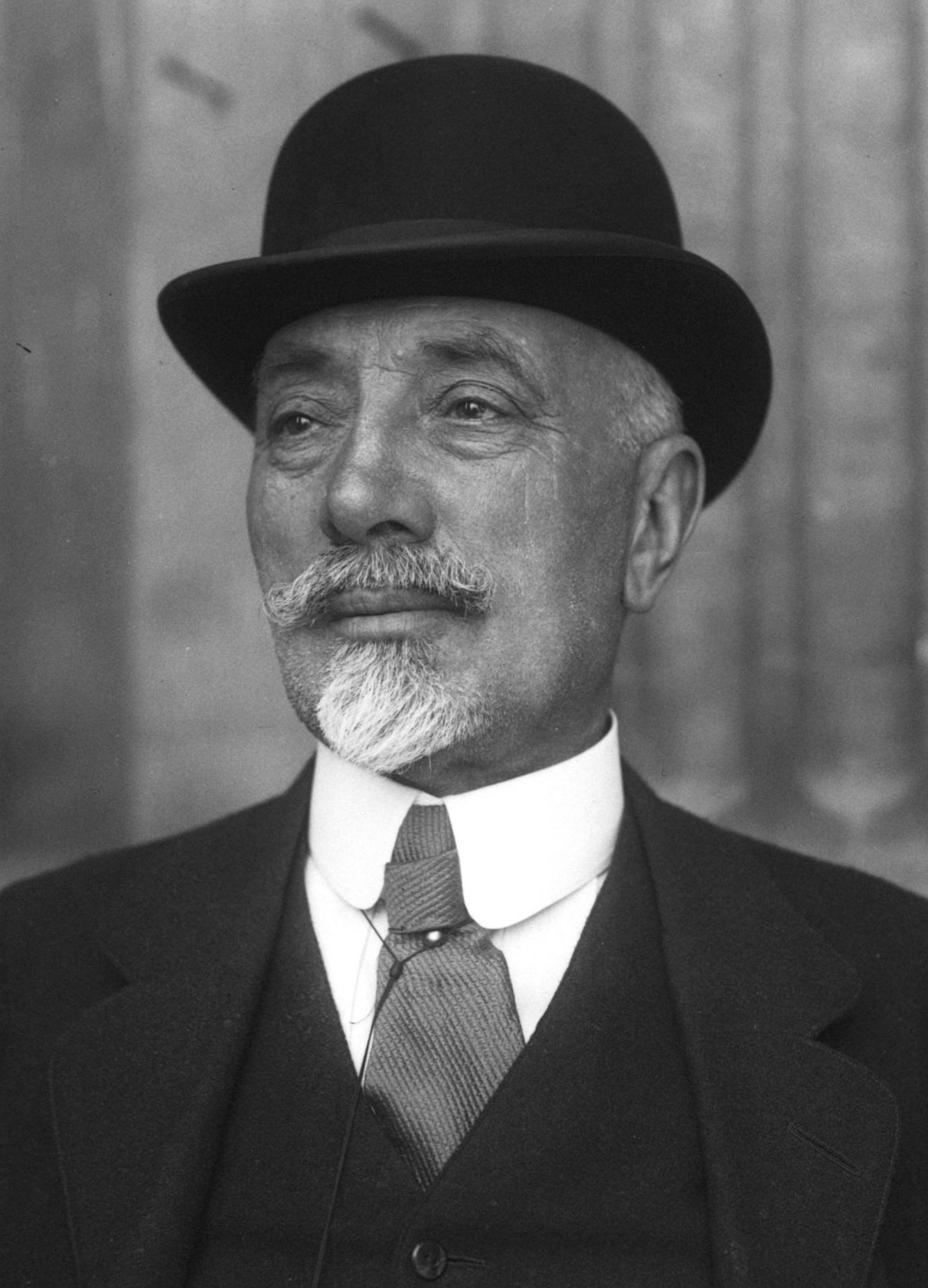
Armand Gauthier (1850-1926) conseiller général de 1886 à 1922. Président du conseil (1901-1902), (1905-1906), (1908-1921).

Le canton des Corbières Méditerranée, précédemment appelé canton de Sigean, puis « canton des Corbières maritimes », est une circonscription électorale française située dans le département de l'Aude et la région Occitanie.
À la suite du redécoupage cantonal de 2014, la composition du canton reste inchangée.

## Histoire
Un nouveau découpage territorial de l'Aude entre en vigueur en mars 2015, défini par le décret du 21 février 2014, en application des lois du 17 mai 2013 (loi organique 2013-402 et loi 2013-403). Les conseillers départementaux sont, à compter de ces élections, élus au scrutin majoritaire binominal mixte. Les électeurs de chaque canton élisent au Conseil départemental, nouvelle appellation du Conseil général, deux membres de sexe différent, qui se présentent en binôme de candidats. Les conseillers départementaux sont élus pour six ans au scrutin binominal majoritaire à deux tours, l'accès au second tour nécessitant 12,5 % des inscrits au premier tour. En outre la totalité des conseillers départementaux est renouvelée. Ce nouveau mode de scrutin nécessite un redécoupage des cantons dont le nombre est divisé par deux avec arrondi à l'unité impaire supérieure si ce nombre n'est pas entier impair, assorti de conditions de seuils minimaux. Dans l'Aude, le nombre de cantons passe ainsi de 35 à 19. Le nombre de communes du canton passe de 10 à 11.
Au 1er janvier 2016, le canton de Sigean devient le canton des Corbières Maritimes par décret pris le 27 décembre 2015.

## Géographie
Ce canton est organisé autour de Sigean dans l'arrondissement de Narbonne. Son altitude varie de 0 m (Fitou) à 709 m (Feuilla) pour une altitude moyenne de 46 m.

## Culture, Terroir et Produits
Le canton a sur son territoire les appellations qualitatives suivantes :
- Corbières (AOP)
- Vin de pays des Coteaux du Littoral Audois : communes de Caves, Feuilla, Fitou, La Palme, Leucate, Peyriac-de-Mer, Portel-des-Corbières, Port-la-Nouvelle, Roquefort-des-Corbières. Sigean et Treilles; soit tout le canton.
- Fitou (AOP)

## Représentation

### Conseillers généraux du canton de Sigean de 1833 à 2015
| Période                                  | Période                   | Identité                          | Étiquette             | Qualité |
| ---------------------------------------- | ------------------------- | --------------------------------- | --------------------- | --- |
| 1833                                     | 1836                      | Antoine Aubain Cauvet (1791-1871) |                       | Brassier Maire de Sigean |
| 1836                                     | 1842                      | Gabriel Tallavigne                |                       | Propriétaire et agent d'affaires à Sigean, conseiller d'arrondissement |
| 1842                                     | 1848                      | Antoine Aubain Cauvet             |                       | Maire de Sigean |
| 1848                                     | 1861                      | Jean-Baptiste Peyre               | Parti de l'ordre      | Propriétaire à Sigean |
| 1861                                     | 1871                      | Marc Arnaud                       |                       | Maire de Sigean |
| 1871                                     | 1880                      | Marquis Elzéar de Sabran-Pontevès | Droite Monarchiste    | Ancien lieutenant du régiment des zouaves pontificaux Propriétaire du château du Lac à Sigean                                                                                    |
| 1880                                     | 1886                      | Joseph Malric                     | Rad.                  | Propriétaire et notaire Député (1881-1883) Maire de Sigean |
| 1886                                     | 1922                      | Armand Gauthier                   | Républicain puis Rad. | Docteur en médecine Sénateur (1894-1926) Ministre (1905-1906 et 1914) Maire de Sigean (1881-1888 et 1891-1898) Président du Conseil Général                                      |
| 1922                                     | 1941 (démission d'office) | Charles Palauqui                  | Rad.                  | Médecin Maire de Port-la-Nouvelle (1919-1941 et 1944-1945) Révoqué par le Gouvernement de Vichy                                                                                  |
|                                          |                           |                                   |                       | |
| 1942                                     | 1945                      | Jean Pech de Laclauze             |                       | Avocat Maire de Sigean Nommé conseiller départemental en 1942 |
|                                          |                           |                                   |                       | |
| 1945                                     | 1974 (décès)              | Francis Vals                      | SFIO puis PS          | Instituteur puis professeur de sport Conseiller municipal de Leucate (1945-1959) Maire de Narbonne de 1959 à 1971 Député de 1951 à 1974 Président du Conseil Général (1949-1951) |
| 1974                                     | 1982                      | Robert Ferran                     | PS                    | |
| 1982                                     | 2001                      | René Martinez                     | PS                    | Maire de Portel-des-Corbières |
| 2001                                     | 2015                      | Christian Théron                  | RPR puis UMP          | Cadre bancaire Maire de Roquefort-des-Corbières (2001-2014) |
| Les données manquantes sont à compléter. |                           |                                   |                       | |

### Conseillers d'arrondissement du canton de Sigean (de 1833 à 1940)
Le canton de Sigean avait deux conseillers d'arrondissement.
| Période                                  | Période | Identité                                                  | Étiquette  | Qualité |
| ---------------------------------------- | ------- | --------------------------------------------------------- | ---------- | --- |
| 1833                                     | 1839    | Joseph Jacques Anglès (1798-1853)                         |            | Propriétaire à Sigean                                                                                            |
| 1833                                     | 1836    | Gabriel Tallavigne                                        |            | Propriétaire à Sigean                                                                                            |
| 1836                                     | 1845    | Marc Arnaud                                               |            | Propriétaire à Peyriac-de-Mer                                                                                    |
| 1839                                     | 1848    | Barthélemy Adolphe Anglès (1796-1875, frère du précédent) |            | Propriétaire du château de Villefalse à Sigean                                                                   |
| 1845                                     | 1848    | Jean-Julien de Sadieu                                     |            | Maire de Portel                                                                                                  |
|                                          |         |                                                           |            | |
| 1855                                     |         | Émile Cauvet (1816-1898)                                  |            | Avocat à Narbonne                                                                                                |
|                                          |         |                                                           |            | |
| 1886                                     | 1892    | M. Soumès                                                 |            | |
| 1892                                     |         | M. Jean                                                   | Radical    | |
| 1895                                     | 1907    | Élie Mas                                                  | Radical    | |
| 1901                                     |         | M. Castan                                                 | Radical    | |
| 1907                                     | 1913    | Ernest Ferroul                                            | Socialiste | Médecin |
| 1913                                     | 1925    | Ernest Célestin Fabre (1849-1929)                         | Radical    | Maire de Roquefort-des-Corbières                                                                                 |
| 1925                                     | 1937    | Justin Mournet                                            | Radical    | Directeur d'usine, Président du Conseil d'arrondissement, Vice-consul d'Espagne, propriétaire à Port-la-Nouvelle |
| 1937                                     | 1940    | Alexis Fabre                                              | Radical    | Avocat, maire de Peyriac-de-Mer                                                                                  |
| 1940                                     |         |                                                           |            | Les conseils d'arrondissement ont été suspendus par la loi du 12 octobre 1940 et n'ont jamais été réactivés      |
| Les données manquantes sont à compléter. |         |                                                           |            | |

### Conseillers départementaux à partir de 2015
| Période élective | Période élective | Mandat | Mandat   | Identité                                                | Nuance | Nuance | Qualité                                              |
| ---------------- | ---------------- | ------ | -------- | ------------------------------------------------------- | ------ | ------ | ---------------------------------------------------- |
| 2015             | 2021             | 2015   | 2021     | Henri Martin                                            |        | DVD    | Ancien chef d'entreprise - Maire de Port-la-Nouvelle |
| 2015             | 2021             | 2015   | 2021     | Marie-Christine Théron-Chet (fille de Christian Théron) |        | LR     | Cadre - Maire de Roquefort-des-Corbières             |
| 2021             | 2028             | 2021   | en cours | Henri Martin                                            |        | DVD    | Conseiller sortant                                   |
| 2021             | 2028             | 2021   | en cours | Marie-Christine Théron-Chet                             |        | LR     | Conseillère sortante                                 |

### Résultats détaillés

#### Élections de mars 2015
À l'issue du premier tour des élections départementales de 2015, deux binômes sont en ballottage : Henri Martin et Marie-Christine Theron-Chet (Union de la Droite, 38,13 %) et Philippe Maese et Laure-Emmanuelle Philippe (FN, 36,78 %). Le taux de participation est de 57,15 % (10 844 votants sur 18 975 inscrits) contre 57,46 % au niveau départemental et 50,17 % au niveau national.
Au second tour, Henri Martin et Marie-Christine Theron-Chet (Union de la Droite) sont élus avec 59 % des suffrages exprimés et un taux de participation de 59,09 % (5 948 voix pour 11 211 votants et 18 972 inscrits).

#### Élections de juin 2021
Le premier tour des élections départementales de 2021 est marqué par un très faible taux de participation (33,26 % au niveau national). Dans le canton des Corbières Méditerranée, ce taux de participation est de 38,95 % (7 948 votants sur 20 408 inscrits) contre 39,73 % au niveau départemental. À l'issue de ce premier tour, deux binômes sont en ballottage : Henri Martin et Marie-Christine Théron-Chet (DVD, 48,11 %) et Sully Meilliez et Laure-Emmanuelle Philippe (RN, 31,58 %).
Le second tour des élections est marqué une nouvelle fois par une abstention massive équivalente au premier tour. Les taux de participation sont de 34,3 % au niveau national, 39,98 % dans le département et 39,42 % dans le canton des Corbières Méditerranée. Henri Martin et Marie-Christine Théron-Chet (DVD) sont élus avec 65,87 % des suffrages exprimés (4 832 voix pour 8 045 votants et 20 409 inscrits),,. 

## Composition

### Composition antérieure à 2015

Situation du canton de Sigean dans le département de l'Aude avant 2015.

Le canton de Sigean regroupait onze communes. 
| Nom                     | Code Insee | Codepostal | Superficie (km2) | Population (dernière pop. légale) | Densité (hab./km2) |
| ----------------------- | ---------- | ---------- | ---------------- | --------------------------------- | ------------------ |
| Sigean (chef-lieu)      | 11379      | 11130      | 35,35            | 5 476 (2012)                      | 155                |
| Caves                   | 11086      | 11510      | 9,13             | 780 (2012)                        | 85                 |
| Feuilla                 | 11143      | 11510      | 24,12            | 95 (2012)                         | 3,9                |
| Fitou                   | 11144      | 11510      | 30,25            | 1 013 (2012)                      | 33                 |
| La Palme                | 11188      | 11480      | 27,47            | 1 508 (2008)                      | 55                 |
| Leucate                 | 11202      | 11370      | 23,55            | 4 148 (2012)                      | 176                |
| Port-la-Nouvelle        | 11266      | 11210      | 28,55            | 5 713 (2010)                      | 200                |
| Peyriac-de-Mer          | 11285      | 11440      | 26,92            | 1 076 (2012)                      | 40                 |
| Portel-des-Corbières    | 11295      | 11490      | 35,10            | 1 251 (2012)                      | 36                 |
| Roquefort-des-Corbières | 11322      | 11540      | 45,44            | 1 004 (2012)                      | 22                 |
| Treilles                | 11398      | 11510      | 12,42            | 223 (2012)                        | 18                 |

### Composition à partir de 2015
Le canton comportait onze communes à sa création.
| Nom                               | Code Insee | Intercommunalité                   | Superficie (km2) | Population (dernière pop. légale) | Densité (hab./km2) | Modifier                                    |
| --------------------------------- | ---------- | ---------------------------------- | ---------------- | --------------------------------- | ------------------ | ------------------------------------------- |
| Sigean (bureau centralisateur)    | 11379      | CA Grand Narbonne                  | 35,35            | 5 620 (2022)                      | 159                | modifier les données · modifier les données |
| Caves                             | 11086      | CA Grand Narbonne                  | 9,13             | 879 (2022)                        | 96                 | modifier les données · modifier les données |
| Feuilla                           | 11143      | CC Corbières Salanque Méditerranée | 24,12            | 107 (2022)                        | 4,4                | modifier les données · modifier les données |
| Fitou                             | 11144      | CC Corbières Salanque Méditerranée | 30,25            | 1 147 (2022)                      | 38                 | modifier les données · modifier les données |
| Leucate                           | 11202      | CA Grand Narbonne                  | 23,55            | 4 531 (2022)                      | 192                | modifier les données · modifier les données |
| La Palme                          | 11188      | CA Grand Narbonne                  | 27,47            | 1 889 (2022)                      | 69                 | modifier les données · modifier les données |
| Peyriac-de-Mer                    | 11285      | CA Grand Narbonne                  | 26,92            | 1 191 (2022)                      | 44                 | modifier les données · modifier les données |
| Port-la-Nouvelle                  | 11266      | CA Grand Narbonne                  | 28,55            | 5 882 (2022)                      | 206                | modifier les données · modifier les données |
| Portel-des-Corbières              | 11295      | CA Grand Narbonne                  | 35,10            | 1 288 (2022)                      | 37                 | modifier les données · modifier les données |
| Roquefort-des-Corbières           | 11322      | CA Grand Narbonne                  | 45,44            | 1 021 (2022)                      | 22                 | modifier les données · modifier les données |
| Treilles                          | 11398      | CA Grand Narbonne                  | 12,42            | 263 (2022)                        | 21                 | modifier les données · modifier les données |
| Canton des Corbières Méditerranée | 1117       |                                    | 298,30           | 23 818 (2022)                     | 80                 | modifier les données                        |

## Démographie

### Démographie avant 2015
| 1962   | 1968   | 1975   | 1982   | 1990   | 1999   | 2006   | 2011   | 2012   |
| ------ | ------ | ------ | ------ | ------ | ------ | ------ | ------ | ------ |
| 10 330 | 12 436 | 12 901 | 13 495 | 14 852 | 16 610 | 19 990 | 21 997 | 22 305 |

### Démographie depuis 2015
En 2022, le canton comptait 23 818 habitants, en évolution de +4,1 % par rapport à 2016 (Aude : +2,65 %, France hors Mayotte : +2,11 %).
| 2013   | 2018   | 2022   |
| ------ | ------ | ------ |
| 22 500 | 23 214 | 23 818 |